# آنتونیو آزیمونتی
آنتونیو آزیمونتی (انگلیسی: Antonio Azimonti; ۲ ژانویهٔ ۱۹۲۵ – ۱۰ اوت ۱۹۹۷) بازیکن فوتبال اهل ایتالیا بود.
از باشگاه‌هایی که در آن بازی کرده‌است می‌توان به باشگاه فوتبال جنوآ، باشگاه فوتبال آ.اس. رم، باشگاه فوتبال اودینزه، و باشگاه فوتبال ارورا پرو پاتریا ۱۹۱۹ اشاره کرد.